# 穆斯塔加奈姆省
穆斯塔加奈姆省（阿拉伯語：ولاية مستغان）是阿尔及利亚西北部的一个省，首府穆斯塔加奈姆。穆斯塔加奈姆省可以分為四大地理區域，分別為东部的达赫拉山脉、南部的莫斯塔根高原、契立夫河河谷以及该省南部紧邻麦塔沼泽地的平原。